# Jamie Burdekin
Jamie Burdekin (* 10. Dezember 1979 in Liverpool) ist ein ehemaliger britischer Rollstuhltennisspieler.

## Karriere
Jamie Burdekin startete in der Klasse der Quadriplegiker.
Er nahm an drei Paralympischen Spielen teil. 2008 in Peking schied er im Einzel bereits in der ersten Runde gegen Shraga Weinberg aus. Im Doppel unterlag er mit Peter Norfolk im Halbfinale gegen Weinberg und Boaz Kramer, ehe sie im anschließenden Spiel um Platz drei gegen Bas van Erp und Dorrie Timmermans-van Hall in drei Sätzen gewannen und sich damit die Bronzemedaille sicherten. 2012 in London nahm er nur am Einzelwettbewerb teil. In der ersten Runde unterlag er Noam Gershony. Bei den Spielen 2016 schied er erneut in der ersten Runde der Einzelkonkurrenz aus, während er mit Andrew Lapthorne im Doppel Bronze gewann.
Beim Wheelchair Tennis Masters erreichte er erstmals 2014 das Endspiel in der Doppelkonkurrenz. Mit Andrew Lapthorne verlor er dieses in drei Sätzen gegen David Wagner und Nick Taylor. Auch 2015 stand er im Finale.
In der Weltrangliste erreichte er seine besten Platzierungen im Einzel mit Rang vier am 28. April 2014 und im Doppel mit Rang zwei am 5. September 2016.
Bei den British Open 2004 wurde er positiv auf Kokain getestet und wurde für zwei Jahre gesperrt. Burdekin gab an, jemand habe in einem Nachtlokal sein Getränk manipuliert.
2016 beendete er seine Karriere.